# 纳特·洛夫特豪斯
納撒尼爾·"尼特"·羅富侯斯，OBE（英語：Nathaniel "Nat" Lofthouse，1925年8月27日—2011年1月15日）是一名前英格蘭足球運動員，司職中鋒，終身效力保頓，為球隊在聯賽上陣超過450場及射入255球，退役後在保頓擔任訓練員、教練、球探、看守領隊及會長等職務。他於1950至1958年間為英格蘭國家隊上陣33場及射入30球。

## 生平

### 球員
羅富侯斯於1925年8月27日在兰开夏郡博尔顿出生，是家中四名兒子的幼子，其父是一名管家。自小已顯露出非凡的足球天賦，他曾代表博尔顿學童隊對貝里學童隊，他個人包辦己隊全部入球大勝7-1。
1939年9月4日時任保頓領隊查尔斯·福尔雷克（Charles Foweraker）簽入年僅14歲的羅富侯斯，以業餘球員身份效力這支家鄉球隊。1941年3月22日羅富侯斯在戰時聯賽對獲得首次上陣機會，當時球隊過去兩年的首席射手乔治·亨特（George Hunt）移任右輔鋒，讓出中鋒位置予15歲的羅富侯斯，他不負所托射入兩球協助球隊大勝5-1。
第二次世界大戰爆發後，全體保頓球員跟隨隊長哈里·戈斯林（Harry Goslin）的號召而參軍，而年青的羅富侯斯則在煤礦義務勞動代替兵役及繼續參加戰時東北聯賽，於1945年協助保頓在足球聯賽北部戰爭盃決賽兩回合累計3-2擊敗曼聯，再於6月2日以2-1擊敗南部冠軍車路士奪得「足球聯賽戰爭盃」（Football League War Cup）總冠軍。直到戰後的1946年8月31日羅富侯斯才首次為保頓在聯賽上陣，對手再次為車路士，雖然他射入兩球，但球隊仍以3-4落敗。羅富侯斯於1946/47年球季以18球成為球隊首席射手，自此一直佔據這個寶座直至退役前一個球季，只有兩季不及隊友威利·莫伊尔（Willie Moir）退居次席。
羅富侯斯驚人的入球能力引起時任英格蘭國家隊領隊（Walter Winterbottom）的注意並挑選他入伍，於1950年11月22日首次上陣出戰南斯拉夫，羅富侯斯在海布里球场包辦己隊兩個入球賽和2-2。此後8年羅富侯斯為國家隊南征北討，成為隊中主力球員，於上陣33場射入30球，至今仍與及併列國家隊射手榜第5位。
1952年5月25日英格蘭作客維也納恩斯特·哈佩尔球场挑戰旭日初昇的奧地利，羅富侯斯先拔頭籌；戰至完場前7分鐘雙方2-2平手，他在中場引球前進，分別被對手肘撞臉部、從後攔截及最後被守門員撞至暈倒，但他仍成功射球入網，為球隊鎖定3-2勝局，其體力與勇氣使他獲得「維也納雄獅」（Lion of Vienna）的稱號。同年9月24日羅富侯斯代表英格蘭聯賽選手隊出戰愛爾蘭聯賽選手隊，他個人射入6球。
1953年羅富侯斯獲選英格蘭足球先生，同年保頓晉級英格蘭足總盃決賽，羅富侯斯在晉級過程每圈均取得入球，在這場對黑池被稱為「馬菲士決賽」（Matthews Final）中，羅富侯斯於中圈嗚笛後僅75秒即為己隊首開記錄，更一度領先3-1，但黑池在（Stanley Matthews）帶領下絕地反擊，於（Stan Mortensen）大演帽子戲法及比尔·佩里（Bill Perry）補時的入球後反勝4-3，羅富侯斯只能獲得一面亞軍獎牌。
英格蘭憑獲得1953/54年英國本土四角錦標賽冠軍取得1954年瑞士世界盃參賽資格，羅富侯斯在分組賽對比利時梅開二度，以首名晉級八強淘汰賽對烏拉圭，羅富侯斯射入1球一度扳平1-1，但最終仍以2-4落敗出局。1955/56年球季羅富侯斯以33球成為甲組聯賽神射手。
1958年5月3日保頓再次晉級英格蘭足總盃決賽，對手是上屆亞軍曼聯，而球隊剛於三個月前遭遇慕尼黑空难而元氣大傷，舉國均同情曼聯而給予支持。羅富侯斯再次閃電打開記錄，開賽後僅2分鐘即射破曼聯大門；此後戰況膠著，直至下半場5分鐘，慕尼黑空难遇難者之一的表親保頓右內鋒丹尼斯·史蒂文斯（Dennis Stevens）勁射，曼聯門將哈里·格雷格（Harry Gregg）僅能擋高來球，待跳高再接球時，羅富侯斯將他連人帶球撞入網窩，由於當時身體碰撞條例較寬鬆，入球被判有效，保頓以2-0擊敗曼聯奪得錦標。
1958年11月26日羅富侯斯最後一次代表英格蘭出戰威爾斯。由於連串的傷患迫使他於1960年1月宣佈退役，但他直到同年12月17日對伯明翰城膝傷後才正式為其球員生涯畫上句號。

### 教練及管理
羅富侯斯在退役後仍然留在般頓公園（Burnden Park），於1961年7月10日成為球隊的助理訓練員，直到1967年晉升為總教練（chief coach）。翌年短暫擔任看守領隊後，於同年12月18日獲委為全職領隊。其後曾分別擔任球會的首席球探及般頓公園的行政經理（administrative manager），1978年成為球會的行政經理（executive manager）。1985年年屆60高齡的羅富侯斯再次出任球隊的看守領隊之職。翌年更成為球會的會長，直到2003年已77歲的羅富侯斯才宣佈停止每天返回球會視事，但仍繼續擔任終生會長及出席球隊的賽事。

### 去世
2011年1月15日羅富侯斯在位於博尔顿的療養院於睡夢中去世，享年85歲。保頓宣佈葬禮於1月26日在當地博尔顿教区教堂（Bolton Parish Church）舉行。

## 榮譽

### 球員
保頓
- 英格蘭足總盃冠軍：1958年；

個人
- 英格蘭FWA足球先生：1953年；
- 英格蘭聯賽首席射手：1955/56年；

### 退役後
1989年12月2日羅富侯斯成為「博尔顿榮譽市民」（Freeman of Bolton）；1994年1月1日獲頒贈官佐勳章（OBE）；1997年1月18日保頓將新銳步球場的東看台以他的姓氏命名。
有多項致敬活動舉行用以慶祝羅富侯斯的80歲大壽，包括在銳步球場舉行派對；由前保頓球員及時任英格蘭職業足球運動員協會行政總裁（Gordon Taylor）支持推動羅富侯斯封爵的活動。
2002年羅富侯斯成為英格蘭足球名人堂首批入選球員之一。

## 外部連結
- mirrorfootball.co.uk （页面存档备份，存于）
- goal.com （页面存档备份，存于）
- givemefootball.com （页面存档备份，存于）
- BBC News:Obituary: Nat Lofthouse （页面存档备份，存于）